# Kyemon
Kyemon (Oglinda) este un cotidian de limbă birmană deținut de stat având sediul în Yangon, Myanmar. Împreună cu Myanmar Alin, Kyemon este unul dintre cele două ziare naționale în limba birmană din țară. Kyemon tinde să prezinte mai multe articole de interes uman, în timp ce Myanmar Alin este orientat mai mult către publicarea propagandei guvernamentale.

## Istorie
Kyemon a fost înființat în 1957 în Yangon de jurnalistul U Thaung în timpul scurtei perioade în care Myanmar a fost o democrație parlamentară și mass-media era liberă între 1948 și 1962. Cotidianul a fost cel mai vândut ziar din acea vreme, având un tiraj de 90.000 de exemplare. După ce a preluat puterea în martie 1962, guvernul militar al generalului Ne Win a trecut la represiuni împotriva presei și a naționalizat toate cotidianele, inclusiv Kyemon, în 1964. (Critica deschisă a lui U Thaung față de generalul Ne Win i-a adus o pedeapsă cu închisoarea în 1964.)
Viitorul poet premiat Soe Nyunt a fost redactor-șef al Kyemon din 1985 până în 1990, devenind ministru adjunct al informațiilor din 1992 până în 2003. Kyemon a supraviețuit represaliilor guvernului militar împotriva presei, represalii ce au permis existența a doar trei ziare naționale în țară. Începând cu 2007, aceste ziare, publicate de News and Publishing Enterprise din Ministerul Informațiilor, erau Myanmar Alin și Kyemon în birmană și New Light of Myanmar în engleză.

## Conținut
Prima și ultima pagină ale tuturor ziarelor birmane au aproape toate știri și propagandă referitoare la guvern. Majoritatea birmanilor citesc ziarele nu pentru știri, ci pentru reclame și anunțuri precum nunți și necrologuri. În 2006, prețul pentru publicitate era de 15 dolari americani pe inch pe coloană și 700 USD pentru o reclamă pe jumătate de pagină.